# Couture-d'Argenson

Couture-d'Argenson este o comună în departamentul Deux-Sèvres, Franța. În 2009 avea o populație de 414 de locuitori.